# Brentina (Pferd)
Brentina (* 1991) ist eine Stute, die von der Dressurreiterin Debbie McDonald geritten wurde. Sie ist im Besitz von Edward Parry Thomas.

## Herkunft
Brentina ist Tochter von Brentano II, dem Hannoveraner Hengst des Jahres 2003. Brentano zeugte mehrere bekannte Pferde, wie Barclay und Barclay II, Os Dea II, er ist der Muttervater von Poetin. Brentina ist eine Vollschwester von Barclay II.

## Sportlaufbahn
Brentina wurde im Oktober 1994 bei der Auktion in Verden für 150.000 Deutsche Mark an Peggy Thomas verkauft. Sie war ursprünglich als Pferd für Peggy Thomas gedacht, jedoch warf die junge Stute Thomas ab und wurde daraufhin von McDonald übernommen. 
Mit Debbie McDonald wurde Brentina sehr erfolgreich im Dressurreiten. Sie nahmen an den Weltmeisterschaften von 2002 und 2006 sowie an den Olympischen Spielen von 2004 teil. Die beiden waren das erste amerikanische Paar, das ein Dressur-Weltcupfinale gewinnen konnte. Sie siegten im Weltcupfinale der Saison 2002/2003 in Göteborg und erreichten 78,890 %
Brentina wurde am 17. April 2009 beim Las Vegas World Cup aus dem Sport verabschiedet.

## Zuchtlaufbahn
Per Embryonentransfer wurde Berntina Mutter in den USA von zwei Hengstfohlen, Dillinger (2010) von Damsey und Brighton von Kingston.

## Erfolge
2006
- Team Bronze bei den World Equestrian Games (keine Teilnahme am Einzelwettbewerb aufgrund einer kleinen Sehnenverletzung)

2005
- Farnam/Platform • USEF Horse of the Year
- 3. Platz beim FEI World Cup in Las Vegas (Nevada)

2004
- Team Bronze Olympiade in Athen
- 1. Platz CDI*** Dortmund, Germany (Sieg im Grand Prix und Grand Prix Special)
- 1. Platz bei den U.S. Freestyle Championships/U.S. League Final

2003
- World Cup Final Siegerin in Göteborg
- 2. Platz mit dem  Team / 3. Platz im Einzel, Nations Cup beim CDIO Aachen

2002
- 2002 USET Dressage Grand Prix Championship
- Silber mit dem Team / 4. Platz im Einzel bei den Weltreiterspielen in Jerez 2002
- 1. Platz U.S. Freestyle Championships/U.S. League Final
- 1. Platz USET Grand Prix Championship

2001
- USET Grand Prix Champions

1999
- Team und Einzel Goldmedaille bei den Panamerikanische Spielen

## Abstammung
| Vater Brentano II Fuchs, 1983 | Bolero Fuchs, 1975   | Black Sky Brauner, 1966, Englisches Vollblut | Blast      |
| Vater Brentano II Fuchs, 1983 | Bolero Fuchs, 1975   | Black Sky Brauner, 1966, Englisches Vollblut | Madrilene  |
| Vater Brentano II Fuchs, 1983 | Bolero Fuchs, 1975   | Baronesse Fuchs, 1970                        | Bleep      |
| Vater Brentano II Fuchs, 1983 | Bolero Fuchs, 1975   | Baronesse Fuchs, 1970                        | Atlastaube |
| Vater Brentano II Fuchs, 1983 | Glocke Brauner, 1973 | Grande Fuchs, 1958                           | Graf       |
| Vater Brentano II Fuchs, 1983 | Glocke Brauner, 1973 | Grande Fuchs, 1958                           | Duellfest  |
| Vater Brentano II Fuchs, 1983 | Glocke Brauner, 1973 | Ferbel Brauner, 1968                         | Ferdinand  |
| Vater Brentano II Fuchs, 1983 | Glocke Brauner, 1973 | Ferbel Brauner, 1968                         | Marbel     |
| Mutter Lieslotte              | Lungau Fuchs, 1974   | Lugano II Fuchs, 1958                        | Der Loewe  |
| Mutter Lieslotte              | Lungau Fuchs, 1974   | Lugano II Fuchs, 1958                        | Altwunder  |
| Mutter Lieslotte              | Lungau Fuchs, 1974   | Wispe Brauner, 1966                          | Weingau    |
| Mutter Lieslotte              | Lungau Fuchs, 1974   | Wispe Brauner, 1966                          | Almmeise   |
| Mutter Lieslotte              | Nora                 | Nomade Fuchs, 1970                           | Novum      |
| Mutter Lieslotte              | Nora                 | Nomade Fuchs, 1970                           | Seegluck   |
| Mutter Lieslotte              | Nora                 | Docke                                        |            |
| Mutter Lieslotte              | Nora                 |                                              |            |